# كريس تشنغ
كريس تشنغ (بالإنجليزية: Chris Cheng)‏ هو متحدث تحفيزي أمريكي، ولد في 14 ديسمبر 1979 في ميسيون فيجو في الولايات المتحدة.

## وصلات خارجية
- الموقع الرسمي